# Băcani
Băcani est une commune roumaine située dans le județ de Vaslui.